# Феодосій Яновський
Феодосій Яновський (в миру Федір  Яновський; 1673, Смоленщина — 16 лютого 1726,  Кирило-Білозерський монастир) — архієпископ Новгородський і Великолуцький. Позбавлений сану 12 травня 1725. 

## Життєпис
Народився у 1673 в шляхетській родині на Смоленщині. 
На думку П. Петрова, Феодосій навчався в Московській Заіконоспаській академії, а на думку історика В. Аскоченського — в Києво-Могилянській академії. 
Періодом його навчання вважаються 80-ті роки XVII століття. Наскільки широким була освіта Феодосія, невідомо; невідомо також, продовжував він освіту закордоном за прикладом своїх однолітків. Він не виявляв особливої вченості, але вважався людиною освіченою. За словами Феофана Прокоповича, Феодосій, люблячи вчених, надавав перевагу простим, і після нього не залишилося жодної літературної праці. 
Був рясофорним послушником Московського Симонового монастиря. Невідомо також, яким чином він потрапив до Симонового монастиря і що спонукало його прийняти чернецтво. 
За наклеп на архімандрита Симонового монастиря Варфоломія (це була проста скарга на суворість Варфоломія) Феодосій потрапив до числа порушників чернечої дисципліни і був засланий в кайданах до Троїце-Сергіївого монастиря.  
Архімандрит Троїце-Сергієвого монастиря Іов звільнив Феодосія від пут. У 1697 архімандрит Іов, отримавши призначення на Новгородську кафедру, взяв із собою Феодосія. 
У 1701 митрополит Іов висвятив Феодосія в ігумени, а в 1704 призначив його архімандритом Новгородського Спасо-Варламового Хутинського монастиря. 
Митрополит Іов умів цінувати людей освічених, що відрізнялися діловими якостями. Архімандрит Феодосій не виявив себе як письменник, він не був помічений і як проповідник, проте володів неабиякими адміністраторськими здібностями, і тому став найближчим помічником Новгородського архієрея. 

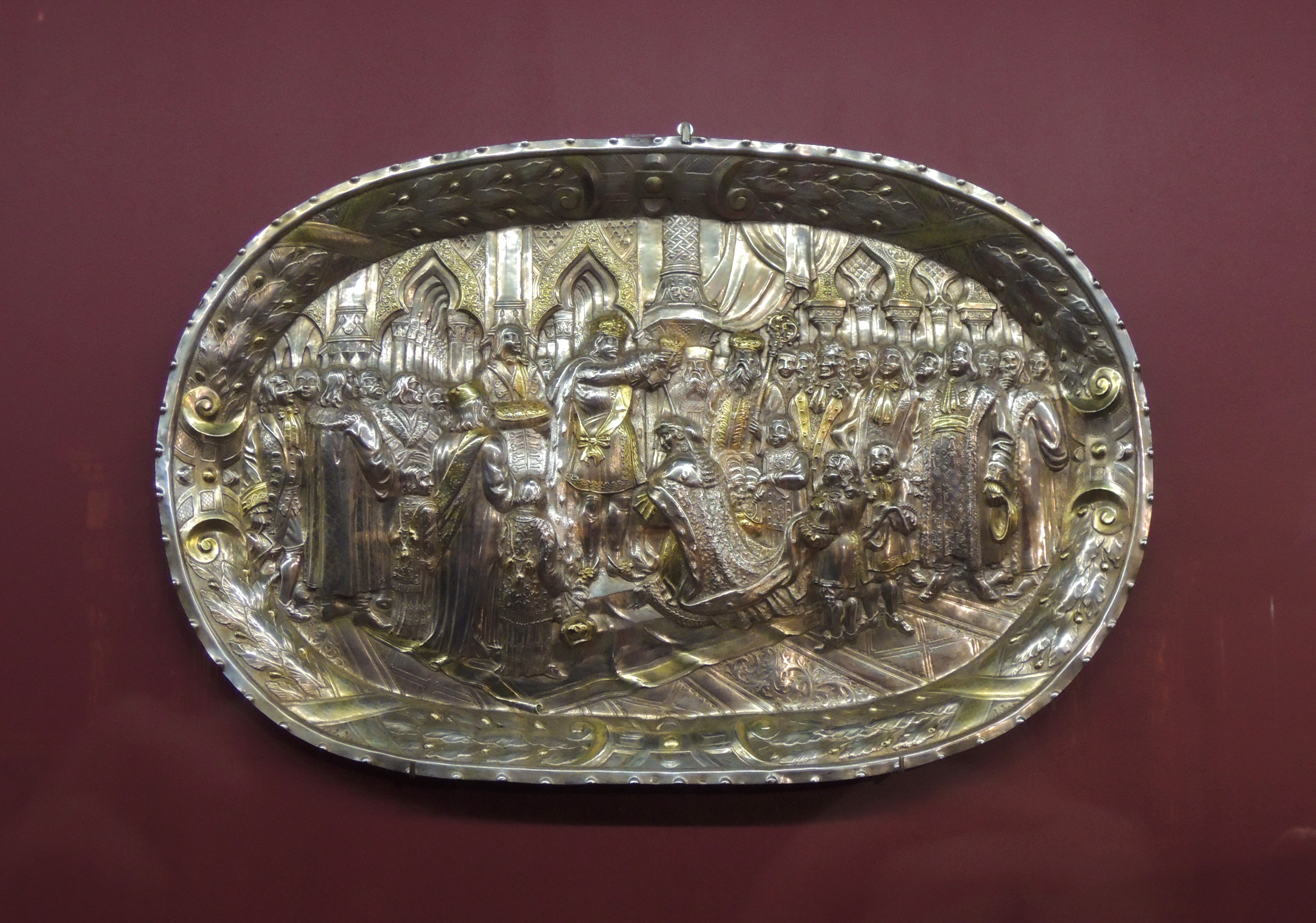
Блюдо «Коронація Катерини I». Москва, 1724-1727. Майстер Микола Федоров. Зображено один із центральних моментів першої російської коронації, яка відбулася в Успенському соборі Московського Кремля 7 травня 1724 року: покладання Петром І імператорської корони на дружину Катерину. Праворуч від імператора два архієрея - ймовірно, архієпископи Феодосій Яновський, представлений в митрі і з посохом в руках, і Феофан Прокопович, які підносять Петру коронаційну мантію для покладання на Катерину

Незабаром про нього дізнався цар Петро I . Між архімандритом Феодосієм і царем встановилися дружні стосунки. 27 жовтня 1704 архімандрит Феодосій, минаючи митрополита Іова, писав прямо царю, скаржачись на келаря Венедикта. З цього часу архімандрит Феодосій став все більше спиратися на вищу державну владу, ігноруючи свого безпосереднього духовного керівника. Особливо це проявилося у 1708, коли митрополит Іов послав архімандрита Феодосія в Москву за типографією Симеона Полоцького. У Москві архімандрит Феодосій зустрівся з царем і був призначений духовним суддею в Санкт-Петербург для завідування церковними справами  завойованих міст: Ямбурга, Нарви, Копор'я, Шліссельбурга.  
Митрополит Іов був тільки повідомлений про нове призначення свого архімандрита і повинен був благословити його на нове служіння. Митрополит Іов дав йому інструкцію щодо його практичної діяльності. Мабуть, і митрополит Іов, і цар Петро I цінували у Феодосії адміністративні таланти, любов до освіти. Феодосій був людиною енергійною, володів практичним розумом і вмів пристосовуватися до вимог часу. Такі люди були потрібні Петру I. 
Головною справою архімандрита Феодосія була побудова церков і постачання в них усього необхідного, а також організація церковного нагляду за причтами і паствою. Крім того, Феодосій, залишаючись Хутинським архімандритом, здійснив будівництво Олександро-Невського монастиря, прагнучи якомога міцніше зв'язати себе з Санкт-Петербургом. Будівництво почалося в 1710. 
В 1712 Феодосій був призначений архімандритом майбутньої лаври. Тепер він уже не потребував підтримки митрополита Іова і поводився абсолютно незалежно, хоча формально залишався в його підпорядкуванні, так як Санкт-Петербург в той час відносився до Новгородської єпархії. Відносини архімандрита Феодосія з митрополитом Іовом остаточно зіпсувалися, про що свідчить один різкий лист митрополита до Феодосія, написаний, очевидно, близько 1710-1712. Важко знайти більш похмурі фарби, ніж ті, якими зображав тепер преосвященний Іов свого колишнього улюбленця. Але архімандриту Феодосію не страшний був гнів митрополита Іова, так як він більше вже не міг вплинути на його долю. 
На початку 1721 архімандрит Феодосій був хіротонізований на єпископа Новгородського і Великолуцького з возведенням у сан архієпископа. Новгородської єпархією він керував з Санкт-Петербурга, який до створення самостійної Санкт-Петербурзької єпархії входив до складу Новгородської, зберігши за собою і настоятельство в Олександро-Невському монастирі. Згідно з указом Петра I архієпископ Новгородський Феодосій став першим віце-президентом Святійшого Синоду. 
Архієпископ Феодосій був енергійним церковним адміністратором. У ввіреній йому єпархії було побудовано багато нових церков. Він дбав про матеріальний добробут духовенства своєї єпархії. Звертав особливу увагу на викорінення різних недоліків в церковному житті. Активно боровся проти розколу в єпархії, брав участь в засіданнях Таємної канцелярії. 
Але, як відзначають історики, домігшись високого становища, єпископ Феодосій ухилявся від чернечих ідеалів, вів нестримане світське життя і навіть вирішив завести асамблеї, на зразок Петрових. Все це вимагало багато грошей, і Феодосій став шукати незаконні джерела. З придбанням влади зросла в ньому і гордість, він менше став рахуватися з людьми. 
27 квітня 1725 архієпископ Феодосій за різкі висловлювання на адресу імператриці Катерини I був заарештований. Ймовірно, справа проти Феодосія була інспірована за активної участі Феофана Прокоповича . 
11 травня 1725 йому було винесено вирок, за яким він був засланий в далекий Ніколо-Карельський монастир Архангельської єпархії на ув'язнення.  
21 червня Феодосій уже був у монастирі. Його ув'язнили в підземну келію під церквою. Але незабаром доля його ще погіршилася. У момент оголошення вироку слідство у його справі ще не було закінчене. З виявленням нових фактів злочину 8 вересня 1725 було винесено новий указ, за яким з Феодосія зняли сан; «Чернець» Феодосій був переведений в гіршу в'язницю в цьому ж монастирі, холодну, сиру. Убитий всім що відбувалося, Феодосій прожив недовго. 
5 лютого 1726 він помер у своєму ув'язненні простим «ченцем Феодосієм». За особливим розпорядженням похований в Кирило-Білозерському монастирі. Ніхто не жалів Феодосія. Йому випала сумна доля загинути без співчуття на своє нещастя: «знизав те, що посіяв». 